# Земцов, Олег Александрович (сенатор)
Олег Александрович Земцов (род. 1 ноября 1976, Знаменка, Красноярский край) — российский политический деятель. Сенатор Российской Федерации от исполнительной власти Республики Хакасия

## Биография
Земцов Олег Александрович родился 1 ноября 1976 года в селе Знаменка Минусинского района Красноярского края.
Закончил 12 школу г. Минусинска. С 1991 по 1995 годы обучался в Минусинском сельскохозяйственном техникуме по специальности «Механизация сельского хозяйства».
1994—1999 гг. — обучение в Хакасском государственном университете по специальности «Юриспруденция».
1999—2001 гг. — адвокат в Хакасской республиканской юридической консультации Международной коллегии адвокатов «Санкт-Петербург».
С 2001 года до сентября 2023 года — адвокат Адвокатской палаты Республики Хакасия, с 2021 года — член Совета Адвокатской палаты Республики Хакасия (полномочия адвоката приостановлены в связи с уходом в Совет Федерации).
Мастер спорта России по дзюдо.
В 2007—2011 годах являлся президентом Федерации дзюдо Республики Хакасия.
С 2008 по 2013 годы — депутат Совета депутатов города Абакана четвёртого созыва.
В 2023 году присвоено звание «Заслуженный юрист Республики Хакасия».
Воспитывает двоих сыновей.
В области адвокатуры и адвокатской деятельности награждался грамотами и благодарственными письмами Совета адвокатской палаты РХ.

## Политическая карьера
Земцов начал свою политическую карьеру в 2008 году, став депутатом Абаканского городского совета.
В сентябре 2023 года избран депутатом Верховного Совета Республики Хакасия.
После избрания Земцов был назначен сенатором Российской Федерации от исполнительной власти Республики Хакасия, в связи с чем сложил с себя депутатские полномочия.
В Совете Федерации занимает должность члена Комитета по Регламенту и организации парламентской деятельности.